# Chodsigoa
Chodsigoa là một chi động vật có vú trong họ Chuột chù, bộ Soricomorpha. Chi này được Kastchenko miêu tả năm 1907. Loài điển hình của chi này là Soriculus salenskii Kastchenko, 1907 (by subsequent designation of Allen, 1938:104).

## Các loài
Chi này gồm các loài: